# Le Petit Chemin

Le Petit Chemin est un film français de court métrage réalisé par Maurice Diamant-Berger, sorti en 1936.

## Synopsis
Un éditeur de musique invite quatre personnes chez lui pour le week-end. Il y a sa secrétaire, son comptable, un chanteur et une accompagnatrice. Un imbroglio amoureux va les agiter avant que tout ne se résolve sur un petit chemin.

## Fiche technique
- Titre : Le Petit Chemin
- Réalisation : Maurice Diamant-Berger (signé : D.B. Maurice)
- Scénario : Jean Nohain / Adaptation: Jean Nohain, Maurice Diamant-Berger / Dialogues : Jean Nohain
- Musique : Mireille, arrangée par Alain Romans
- Chanson : Le Petit Chemin de Jean Nohain (paroles) et Mireille (musique) ; éditions musicales : Louis Desmond, Raoul Breton
- Décors : André Kaufman
- Photographie : Boris Kaufman
- Montage : Jean Oser
- Société de production : Compagnie artistique de productions et d'adaptation cinématographique (C.A.P.A.C.)
- Société de distribution : Distribution parisienne de film (DPF)
- Pays :  France
- Format : Noir et blanc - 1,37:1 - 35 mm - Son mono
- Genre : comique
- Durée : 29 minutes / métrage : 800 mètres
- Année de sortie : 1936 en France

## Distribution
- Mireille
- Jean Sablon
- Robert Arnoux
- Dany Flore
- Pierre Piérade
- Paul Fournier